# Verner Tallqvist
Josef Verner Tallqvist, född 29 juni 1862 i Kyrkslätt, död 8 maj 1960 i Helsingfors, var en finländsk nationalekonom; bror till Knut Tallqvist och kusin till Theodor Tallqvist.
Tallqvist blev 1886 filosofie doktor och docent i statistik samt 1900 docent i nationalekonomi och statistik vid Helsingfors universitet, förestod 1919-24 med små avbrott professuren i nationalekonomi och utnämndes till e.o. professor 1922. Hans licentiatavhandling Recherches statistiques sur la tendance à une moindre fécondité des mariages (1886) var ett grundläggande arbete på området. Han författade vidare bland annat Bidrag till belysande af det svenska myntets historia i Finland sedan år 1808 och En blick på Finlands banks utlåningspolitik sedan år 1868 (bägge i Finska Vetenskapssocietetens "Bidrag", 1900), Antika grundvalar för teorierna om kreditens ekonomiska natur (1914), Merkantilistiska banksedelteorier (i Åbo Akademis "Acta humaniora" 1920), De stora vågrörelserna i prisens historia (Ekonomiska samfundets tidskrift 1920-23) och I valutafrågan (1924). Han tillhörde från 1899 under en lång följd av år, med undantag av de tider han vistats utrikes, styrelsen för Ekonomiska samfundet i Finland. Han bedrev 1902-12, så när som på två år, forskning i Italien, Paris och London rörande moralidéernas utveckling.